# 고잉 투 타운
고잉 투 타운(Goin' To Town)은 미국에서 제작된 알렉산더 홀 감독의 1935년 영화이다. 폴 카바나흐 등이 주연으로 출연하였고 윌리엄 레바론 등이 제작에 참여하였다.

## 출연

### 주연
- 폴 카바나흐

### 조연
- 길버트 에머리
- 마저리 게이트슨

## 제작진
- 미술: 한스 드레이어
- 미술: 로버트 어셔
- 의상: 트라비스 밴톤